# Ófalu
Ófalu là một thị trấn thuộc hạt Baranya, Hungary. Thị trấn này có diện tích 9,85 km², dân số năm 2010 là 322 người, mật độ 33 người/km².